# Cebus cuscinus
Cebus cuscinus är en primat i underfamiljen kapuciner som förekommer i västra Sydamerika. Populationen listades en längre tid som underart eller synonym till vitpannad kapucin (Cebus albifrons) och sedan början av 2010-talet godkänns den som art.

## Utseende
För flera honor och ett fåtal hannar registrerades en kroppslängd (huvud och bål) av 39 till 46 cm, en svanslängd av 39 till 47,5 cm och en vikt av 2,8 till 3 kg. Jämförd med Cebus unicolor som lever längre österut har arten en inte lika intensiv pälsfärg och pälsen är mer silkeslen. På ovansidan förekommer ockra till ljus rödbrun päls (liksom hos en rådjursunge) och de flesta andra kroppsdelarna är täckt av orangebrun päls. På huvudets topp finns en mörkbrun luva. Vid axlarnas framsida och armarnas insida är pälsen vitaktig. Den brunaktiga svansen blir lite ljusare mot spetsen. Området framför den mörka luvan är hos hannar vit och hos honor bara lite ljusare brun.

## Utbredning
Bekräftade är förekomster i södra Peru och i norra Bolivia. Kanske är utbredningsområdet större. Cebus cuscinus vistas i regnskogar i västra Amazonområdet som tidvis översvämmas och i angränsande fuktiga bergsskogar upp till 1800 meter över havet.

## Ekologi
Denna primat bildar flockar med flera vuxna hannar och honor samt med ungar som har cirka 15 medlemmar. Inom flocken etableras en hierarki. De har inga fasta revir eller väldigt stora revir (150 hektar) och de vandrar till andra områden när födotillgången minskar. Ifall två flockar träffas försöker de först och främst undvika varandra genom att byta riktning. Ibland drivs en främmande flock iväg genom hotfulla läten. Även inom flocken är aggressiviteten hos Cebus cuscinus större än hos släktet Sapajus (likaså kapuciner) eller hos dödskalleapor. Individer av svarthövdad dödskalleapa (Saimiri boliviensis) tolereras däremot i flocken.
Under regntiden äts mycket frukter och några insekter samt andra smådjur. Under den torra perioden är frön de dominerande växtdelarna i födan. Arten saknar förmåga att öppna nöt från palmsläktet Astrocaryum, vad som skiljer den från Sapajus macrocephalus (en kapucinapa i samma region). Cebus cuscinus söker därför efter nötter och frön som angripits av bladbaggar men som fortfarande innehåller tillräcklig frövita (endosperm).
Honor parar sig inte enbart med alfahannen. Ibland försöker hannar kopulera utan att honan är brunstig.
Arten har olika rovlevande fåglar och medelstora rovdjur som naturliga fiender. Flockens hannar kan tillsammans mobba en ensam landlevande angripare.

## Status
Skogsavverkningar och jakt hotar artens bestånd. Ifall Cebus cuscinus har en större utbredning förekommer den även i skyddsområden. IUCN listar arten som nära hotad (NT).